# Thomas Blug
Thomas Blug (...) è un chitarrista tedesco.

## Biografia
È un chitarrista tedesco e dimostratore e collaboratore del marchio tedesco di amplificatori Hughes & Kettner.
Nel 1997 è stato premiato come miglior chitarrista Rock-Pop tedesco.
Nel 2004 per il 50º anniversario della Stratocaster ha vinto la "Stratking of Europe".
Utilizza una Fender Stratocaster del 1961 bianca che suona dal 1980.
Ha collaborato in dischi con Hazel o' Connor, Blue Fiction, Snap, Culture Beat, No Angels. È stato in tour con Tic Tac Toe, Purple Schulz, The Rainbirds, Bastiaan Ragas.
Grazie alla sua collaborazione con Hughes & Kettner utilizza gli amplificatori e accessori della casa tedesca, in particolare il Triamp MKII e Switchblade.

## Discografia

### Solista

#### Album in studio
- 1996 – The Beauty of Simplicity
- 1998 – Electric Gallery
- 2002 – 21st Century Guitar

#### Album dal vivo
- 2011 – Blug plays Hendrix

#### Raccolte
- 2012 – Thomas Blug – Best of

### Thomas Blug Band
- 2005 – Guitar From the Hear
- 2005 – Guitar From the Heart – Live in Raalte, NL
- 2009 – Soul & Pepper

### Dreist
- 1997 – Weiber
- 2007 – Neue Zeit